# Франко-савойська війна (1600—1601)
Франко-Савойська війна 1600-1601 років — воєнний конфлікт між Французьким королівством на чолі з Генріхом IV і Савойським герцогством на чолі з Карлом Еммануїлом I. Війна велася, щоб визначити долю колишнього маркізата Салуццо, і закінчилася Ліонським договором, який був вигідним саме для Франції.